# Sunitinib

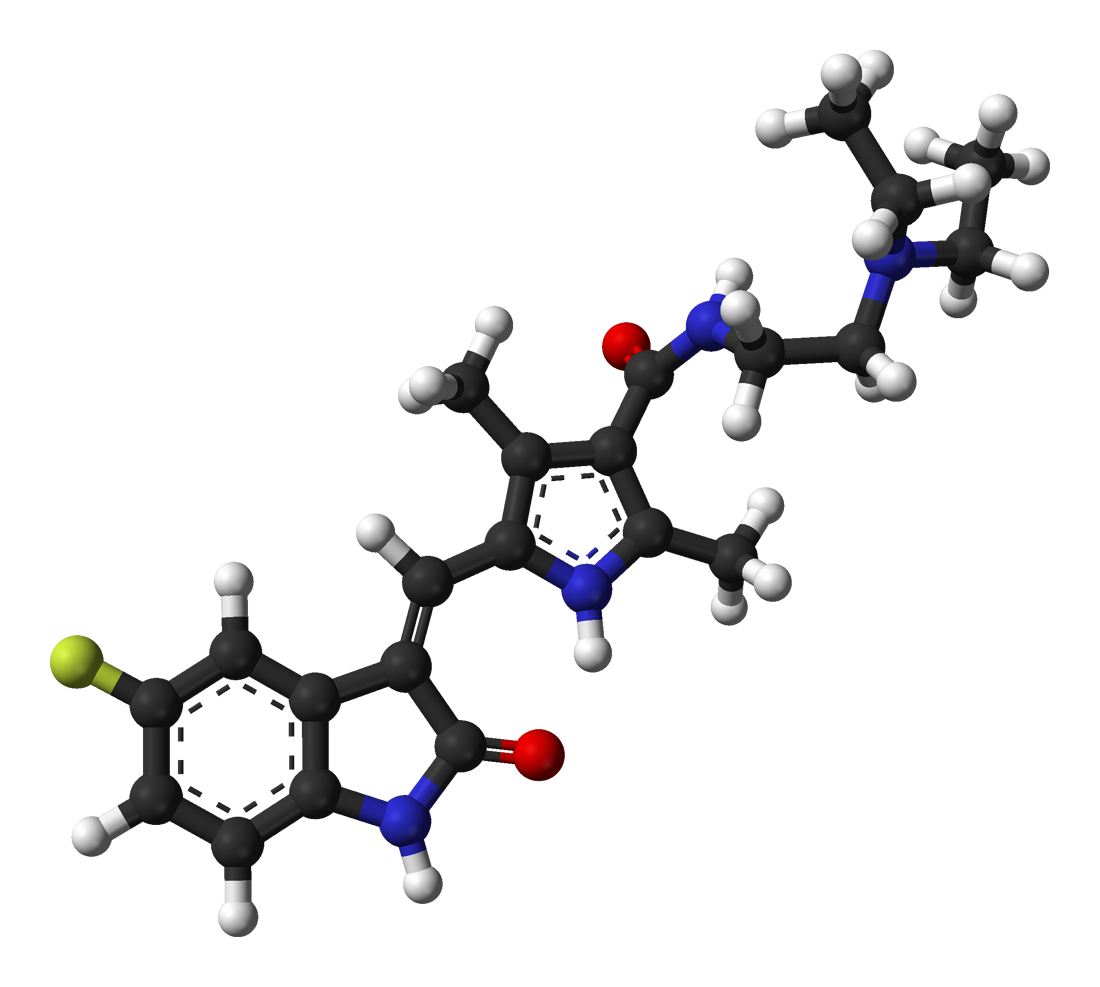
Modelo de la molécula de sunitibib en esferas y barras.

El sunitinib (comercializado como Sutent, y previamente conocido como SU11248) es una pequeña molécula, de administración oral, con múltiples sitios blanco, constituidos por los receptores de tirosina quinasa (RTK), este inhibidor fue aprobado por la FDA para el tratamiento del carcinoma de células renales (CCR) y tumores del estroma gastrointestinal (GIST) resistentes al imatinib el 26 de enero de 2006. El sunitinib fue el primer medicamento que simultáneamente fue aprobado para dos indicaciones diferentes. El sunitinib se convirtió en estándar para el tratamiento de ambos tipos de cáncer, y está siendo actualmente estudiado para el tratamiento de muchos otros.

## Mecanismo de acción
El Sunitinib inhibe las señales celulares por unión a múltiples receptores de tirosina quinasa (RTKs). 
Estos incluyen todos los receptores de factor de crecimiento derivado de plaquetas (PDGF-Rs) y receptores del factor de crecimiento endotelial (VEGFRs), los cuales juegan un papel en la angiogénesis y en la proliferación de células tumorales. La inhibición simultánea de estos receptores genera una fuerte disminución de la neovascularización tumoral y de esta manera lleva a la reducción del tumor. 
El sunitinib también inhibe el KIT (CD117), el RTK que (cuando es activado en forma inapropiada por una mutación) dirige la mayoría de los tumores gastrointestinales de células estromales. Se ha recomendado como tratamiento de segunda línea para pacientes en los cuales los tumores desarrollan mutaciones en el kit que los hace resistentes al imatinib, o quienes tienen intolerancia al medicamento.
Además, el sunitinib inhibe otros tipos de RTKs.  Estos incluyen:
- RET
- CSF-1R
- flt3

El hecho que el sunitinib se fija a una variedad de receptores, explica mucho de sus efectos adversos tales como el clásico síndrome mano pie, estomatitis, y otra variedad de efectos tóxicos de tipo dermatológico.

## Indicaciones

### Carcinoma de células renales
El sunitinib es el tratamiento estándar de primera línea del carcinoma de celular renales (CCR), otras opciones terapéuticas en este contexto son sorafenib (Nexavar), temsirolimus (Torisel) e Interleukina 2 (Proleukin).
El CCR es generalmente resistente a quimioterapia o radiación. Previo al uso de los inhibidores de tirosina quinasa, la enfermedad metastásica solo podía ser tratada con las citoquinas interferón alfa (IFNα) o Interleukina 2 (IL-2). Sin embargo estos agentes demostraron bajas tasas de eficacia(5%-20%).
En dos estudios diferentes de Fase II, el sunitinib demostró un notable porcentaje de respuesta en aproximadamente el 40% de los pacientes en quienes ya había fallado la terapia con citoquinas. No obstante estos eran estudios de Fase II, resultaron ser lo suficientemente impresionantes para que la FDA aprobara el sunitinib para manejo de primera línea, aun antes que los estudios de fase III estuvieran disponibles.
El resultado de los estudios de fase III, publicados en el New England Journal of Medicine en 2007, probaron que el sunitinib ofrece eficacia superior comparado con el interferón alfa (IFNα). La progresión de sobrevida (primer punto de referencia) fue más del doble: 11 meses para el sunitinib comparado con 5 meses para el IFNα (P<.000001). El beneficio del sunitinib fue significativo en todos los subgrupos de pacientes, incluyendo aquellos con un estadio avanzado de la enfermedad y mal pronóstico como línea de base.
Puntos secundarios de referencia también se beneficiaron del sunitinib. 28% de los pacientes con sunitinib tuvieron una disminución de tamaño importante del tumor (respuesta objetiva) comparado con solo el 5% de pacientes que recibieron Interferón alfa IFNα (P<.001). Sin embargo datos concernientes a la sobrevida no están aun definidos, existe una clara tendencia hacia la supervivencia incrementada con sunitinib. Los pacientes que recibieron sunitinib también reportaron una sustancial mejora en la calidad de vida que aquellos tratados con IFNα (P<.001).
Basado en estos resultados el investigador líder, el Dr. Robert Motzer anuncio en ASCO 2006 que “el sunitinib es el nuevo estándar de referencia para el tratamiento de primera línea del CCR.”

### Tumor del estroma gastrointestinal
Como en el carcinoma de celular renales, los tumores del estroma gastrointestinal (GISTs) generalmente no responden a quimioterapia estándar o radiación. El Imatinib fue el primer agente antineoplásico que demostró efectividad para los GISTs metastásicos y representó un importante avance en el tratamiento de esta enfermedad. Sin embargo aproximadamente el 20% de los pacientes no respondían al imatinib (resistencia primaria), y entre aquellos que respondían inicialmente, el 50% desarrollo resistencia secundaria y progreso de la enfermedad dentro de lo 2 años de iniciada la terapia. Previo al sunitinib, los pacientes no tenían opciones terapéuticas luego de hacerse resistentes al imatinib.
El sunitinib ofrece a los pacientes con GISTs imatinib-resistentes una opción terapéutica para detener la progresión adicional del tumor y en algunos casos hasta reversarlo. Esto fue probado en un extenso estudio clínico fase III, en el cual pacientes en quienes fallo la terapia con imatinib (debido a resistencia primaria, resistencia secundaria, o intolerancia) fueron tratados en un estudio aleatorio y doble ciego con sunitinib o placebo.
Entre los criterios de valoración secundarios, la diferencia en la supervivencia libre de progresión (del inglés  Progresion-free survival PFS) fue similar al tiempo de vida media de progresión del tumor (del inglés median time to tumor progression TTP) (24 semanas vs 6 semanas, P<.0001). El 7% de los pacientes con sunitinib tuvieron una disminución significativa del tamaño del tumor (respuesta objetiva)comparado con el 0% de los pacientes con placebo (P=.006). Otro 58% de los pacientes con Sunitinib tuvieron estabilización de la enfermedad vs el 48% de los pacientes que recibieron placebo. La vida media de respuesta al sunitinib fue de 10.4 semanas.
El sunitinib redujo el riesgo relativo de progresión de la enfermedad o muerte en un 67%, y el riesgo de muerte en un 51%. La diferencia en la mejoría de la supervivencia pudo ser atenuado por el hecho que pacientes con placebo se pasaron a sunitinib afectando la progresión de la enfermedad, pues la mayoría de los pacientes subsecuentemente respondieron al sunitinib.
El sunitinib fue relativamente bien tolerado. El 83% de los pacientes experimentaron efectos adversos relacionados con el tratamiento de diferente severidad, así como el 59% de los pacientes que recibieron placebo. Se reportaron eventos adversos en el 20% de los pacientes con sunitinib y 5% en los pacientes con placebo. Los eventos adversos fueron generalmente moderados y fácilmente manejados con disminución de la dosis, su interrupción, u otro tratamiento. el 9% de los pacientes con y el 8% de los pacientes con placebo suspendieron la terapia debido a efectos adversos.
La fatiga fue el evento adverso más frecuente asociado a la terapia con sunitinib. En este estudio, el 34% de los pacientes reportaron algún grado de fatiga, comparado con el 22% de los pacientes con placebo. La incidencia de fatiga severa fue similar en los dos grupos, y no hubo casos reportados de fatiga muy severa.

### Otros tumores sólidos
La eficacia del sunitinib está siendo evaluada actualmente para una amplia variedad de tumores sólidos, incluyendo cánceres de seno, pulmón y colorectales. Estudios recientes han mostrado eficacia como monoterapia en gran número de áreas diferentes. Adicionalmente al bloqueo de angiogénesis, el sunitinib también inhibe enzimas adicionales que están involucradas en el desarrollo de tumores. El descubrimiento del medicamento y el esclarecimiento de su mecanismo de acción multiespecifico están basados en los descubrimientos de Axel Ullrich y su equipo del "Max Planck Institute of Biochemistry" en los años 80 en Múnich. El desarrollo médico y farmacéutico así como los ensayos clínicos del medicamento fueron realizados por la compañía «Sugen», fundada en 1991 por Ullrich y sus colegas americanos Joseph Schlessinger (La S en Sugen por Schlessinger y la U por Ullrich), también involucraron la «New York University» y el «Max Planck Society». El concepto fue el de un análogo de ATP que pudiese competir con este para unirse al sitio catalítico de los receptores de tirosina quinasas. Este concepto llevó a la invención de esta pequeña pero importante molécula inhibidora de tirosina quinasa llamada sunitinib.
- Un estudio de fase II en pacientes con diagnóstico de cáncer metastasico de seno previamente tratados, encontró que el Sunitinib tiene una actividad importante como tratamiento monoterapeutico [10]
- Un estudio de fase II de cáncer pulmonar metastásico no microcítico refractario encontró que el “El sunitinib tiene una provocativa actividad como agente monoterapeutico en pacientes tratados previamente con cancer avanzado o mestastasico de células no microcíticas, con un nivel de actividad similar a los agentes aprobados actualmente"[11]
- En un estudio de fase II en pacientes con tumores neuroendocrinos no resecables, el 91% de los pacientes respondió al sunitinib (9% respuesta parcial + 82% con enfermedad estable)[12]

## Efectos colaterales
El sunitibib en general ha sido bien tolerado. Los efectos adversos fueron considerado algo más que manejables y la incidencia de eventos colaterales fue baja.
Los efectos adversos más comunes asociados a la terapia con sunitinib, fueron fatiga, diarrea, náusea, hipertensión, ictericia, reacciones cutáneas y estomatitis. En los estudios de fase III para el tratamiento de los GIST, los efectos adversos que ocurrieron más a menudo con el sunitinib que con el placebo incluyeron diarrea, anorexia, decoloración cutánea, mucositis/estomatitis, astenia, gusto alterado y estreñimiento.
Reducciones de la dosis en un 50% fueron requeridas en los pacientes estudiado en tratamiento para el carcinoma de células renales, con el objeto de manejar los efectos tóxicos significativos del agente.
Eventos adversos serios (grado 3 0 4) ocurrieron en ≤10% de los pacientes e incluían hipertensión, fatiga, astenia, diarrea y síndrome mano-pie. Las anormalidades de laboratorio asociadas a la terapia con sunitinib afectan la lipasa, amilasa, neutrófilos, linfocitos y plaquetas. El hipotiroidismo y eritrocitosis reversible también han sido asociados al sunitinib. La mayoría de efectos adversos pueden ser manejados mediante tratamiento de soporte, la interrupción del tratamiento y disminución de la dosis.